# Elounda
Elounda (grško Ελούντα, latinizirano: Elúnda), alternativno prečrkovano kot Elounta ali Elouda, je majhno mesto na severni obali otoka Kreta v Grčiji. Je del občine Agios Nikolaos.

## Struktura poselitve
Naselje Elounda je sestavljeno iz sedmih vasi in nenaseljenega otoškega območja. Vas Šisma je daleč najbolj naseljena in jo pogosto razumejo kot 'središče Elounda'. Skupnost Elounda ima po popisu leta 2021 skupno 2254 prebivalcev. Območja, ki sestavljajo skupnost, imajo (vsaj od reorganizacije 1. januarja 2011) grška imena:
- Agia Paraskevi – Ἁγία Παρασκευή
- Epano Elounda – Ἐπάνω Ἐλοῦντα
- Epano Pine – Ἐπάνω Πιναί
- Kalydon – Καλυδών (nenaseljeno otoško območje)
- Kato Elounda – Κάτω Ἐλοῦντα
- Kato Pine – Κάτω Πιναί
- Mavrikianon – Μαυρικιανόν
- Šisma  – Σχίσμα

Območje Kalidon sestavljajo otok Spinalonga, polotok Spinalonga in otok Kolokitas skupaj z drugimi manjšimi pomorskimi strukturami.

## Geografija in soseska
Cesta v Eloundo iz Agios Nikolaosa je dolga približno 12 km in sledi obali, ko se vzpenja do vrha majhne gore. Na jasen dan je mogoče videti celoten zaliv Mirabello in vse do vzhodne konice Krete.
Majhna ribiška vasica Plaka (Lasiti), ki gleda na otok Spinalonga in polotok Kolikitia, je le 5 km od glavnega trga Elounda proti severu od mesta Agios Nikolaos.
Je tudi najbližje večje mesto nekdanji koloniji gobavcev Spinalonga (grško Σπιναλόγκα), ki je na otoku z uradnim imenom Kalidon (grško Καλυδών).
Elounda je turistična atrakcija, ki jo obiščejo VIP osebe zaradi obmorskih luksuznih letovišč. Grški premier Andreas Papandreou je poletja preživljal v Eloundi; danes ga skoraj vsako leto obišče kraljeva družina Saudove Arabije.

## Zgodovina
Najzgodnejša zapisana naselbina v Eloundi je bilo starogrško mesto Olous, katerega prebivalci so bili v občasnem konfliktu z državljani Dorian Lato, dokler na koncu ni bila dosežena mirovna pogodba. Elounda ima poznejšo zgodovino kot del beneškega obdobja. Elounda se je v svoji življenjski dobi precej spremenila. Večji del starodavnega mesta Olous je proti koncu starogrškega obdobja povrnilo morje in je še vedno delno vidno med potapljanjem v zalivu Elounda.
V začetku 20. stoletja je Elounda služila kot postaja za gobavce, ki so jih prevažali v kolonijo gobavcev na Spinalongi.
Leta 1930 so zaprte vode med Eloundo in polotokom Spinalonga (znano kot 'pristanišče Mirabella') uporabljale leteče ladje Imperial Airways kot pristanišče za lete na velike razdalje na Bližnji vzhod in naprej. Leta 1936 je bilo to prizorišče usodne nesreče Scipia iz IA.
Leta 1984 so se grški premier Andreas Papandreou, francoski predsednik François Mitterrand in libijski polkovnik Moamer Gadafi srečali v razkošnem letovišču Elounda, da bi razpravljali o rešitvi konflikta v Čadu.

## V popularni kulturi
- Elounda je prizorišče skrivnostnega filma Walta Disneyja The Moon-Spinners iz leta 1964, kjer je bil tudi posnet.
- Elounda je bila uporabljena za snemanje televizijske serije BBC Who Pays the Ferryman? v poznih 1970-ih
- To je prizorišče romana Belinde Jones Out of the Blue.
- Pojavlja se v romanu Victorie Hislop The Island, romanu, ki je bil tudi prirejen za grško televizijo in predvajan kot mini serija pozimi 2010-11.